# Транспорт в Израиле
В Израиле существуют следующие виды транспорта: автомобильный (включая автобусный), железнодорожный, авиационный, морской и метрополитен.

## Общественный транспорт

### Автобусы
Автобусный транспорт в Израиле очень хорошо развит. Автобусные линии связывают практически все населённые пункты, а во всех сколько-нибудь крупных городах действуют внутригородские автобусы. Автобусы на данный момент являются основным видом общественного транспорта.
Большую часть перевозок осуществляет кооператив «Эгед», являющийся одной из крупнейших в мире автобусных компаний (на 2001 год — второй в мире после Transport for London).
Основанный в 1933 году (то есть ещё до образования Израиля), «Эгед» имеет в своём распоряжении (на 2007 год) 3160 автобусов, из них 114 бронированных. В «Эгеде» работают 6236 сотрудников, из них 4309 водителей, ежедневно перевозящих около миллиона пассажиров по маршрутам общей протяжённостью 810 519 км. В распоряжении «Эгеда» имеется некоторое количество двухэтажных автобусов; в 1996 году они использовались на маршруте Иерусалим — Тель-Авив.
В районе Гуш-Дан (а также на рейсах из Бней-Брака в Иерусалим) автобусные перевозки осуществляет также кооператив «Дан», являющийся в определённой степени конкурентом «Эгеда». В кооперативе «Дан» работает около 3000 сотрудников, а количество пассажироперевозок составляет около 20 млн пассажиров в месяц.
Кроме того, в последние годы[когда?] активно действует компания «Кавим», получившая в своё пользование немало маршрутов, ранее обслуживавшихся кооперативом «Дан».
В Израиле также действуют несколько мелких компаний («Коннекс», «Метрополин» и т. д.) Общей политикой министерства транспорта в последние годы является лишение «Эгеда» и «Дана» их монопольного статуса путём выдачи части маршрутов другим компаниям. Однако на этих линиях компании обычно становятся монополистами: крайне редко один и тот же маршрут обслуживают две разные автобусные компании.
Стоимость билета на междугородних линиях зависит от расстояния; стоимость проезда на внутригородских линиях определяется министерством транспорта. Все автобусные компании обязаны предоставлять скидки некоторым категориям населения (пенсионерам, инвалидам и т. д.), а также перевозить военнослужащих в форме бесплатно.
За исключением внутренних рейсов в Хайфе и Эйлате, автобусы в Израиле не ходят в шаббат. Это означает, что движение прекращается в пятницу днём и возобновляется в субботу поздно вечером.

### Железные дороги
Израильские железные дороги активно развиваются в последние годы[когда?]. Действующие линии пролегают через густонаселённые прибрежные, северные, центральные и некоторые южные районы страны. На многих маршрутах используются двухэтажные вагоны. Билет покупается не на поезд, а от пункта до пункта. При этом можно произвольно пересаживаться с поезда на поезд в рамках оплаченного направления. Приморская линия проходит от Ашкелона через Тель-Авив до Нагарии (хотя нет соответствующего прямого маршрута), южная — от Тель-Авива до Беэр-Шевы и Димоны, юго-восточная — от Тель-Авива через Лод и Бейт-Шемеш до Иерусалима. С октября 2004 года открыта северо-восточная линия до международного аэропорта имени Бен-Гуриона. С сентября 2007 года линия продлена до Модиина.
Железнодорожный транспорт быстрее автобусного и строже следует расписанию, поскольку не зависит от пробок, светофоров и ограничений скорости для автомобилей, а также делает на порядок меньше остановок. Кроме того, он комфортабельнее. Недостатком этого вида транспорта является малое число остановок и часто их отдалённость от центра города. Стоимость проезда на поезде нередко выше, чем стоимость соответствующей автобусной поездки. В отличие от автобусов, поезда не доходят до самых северных районов Израиля (Галилея, Голанские высоты) и самых южных (Эйлат).
Достоинством железнодорожного транспорта для страны являются его экологическая чистота (причём даже дизель-поезда и тепловозы соблюдают минимальные экологические нормы, меняя фильтры достаточно регулярно и утилизируя отходы по чёткому графику). Кроме того, железнодорожный транспорт разгружает автомобильные дороги.
Как и автобусы, поезда в Израиле не ходят в шаббат. Железные дороги предоставляют примерно тот же набор скидок, что и автобусные компании, и также бесплатны для военнослужащих.
Автоматы для проверки билетов установлены как на входе, так и на выходе со станций, поэтому выбрасывать билет до выхода со станции нельзя.
Самая первая электрифицированная и единственная на данный момент (2011—2023 года) принадлежащая альтернативной компании, имеющая остановки в природных местах и не использующая турникеты железная дорога — Иерусалимский скоростной трамвай. Про него отдельно ниже.

### Автодороги
Протяжённость автомобильных дорог — 17 686 км (все с твёрдым покрытием), из них 250 км — скоростные автострады (идёт строительство ещё около 200 км). Все дороги высокого качества.

### Маршрутные такси
Маршрутное такси (ивр. מונית שירות‎, «мони́т шеру́т») действует в основном на особо загруженных линиях и может выполнять не весь маршрут соответствующего рейса автобуса. Например, автобус № 19 в Хайфе выполняет рейс от района Бат-Галим до Техниона, тогда как маршрутное такси № 19 начинает рейс с района Адар. Маршрутные такси ходят ежедневно, с 6—7 часов утра и до поздней ночи (последние маршрутные такси могут идти через несколько часов после окончания движения автобусов по этому маршруту). Маршрутные такси ходят в субботу, но значительно реже.
Стоимость проезда в маршрутном такси может отличаться от цены проезда на автобусе, и тоже устанавливается государственным законом.

### Такси
Такси (ивр. מונית‎, «мони́т») действуют во всех населённых пунктах страны и используются как внутри города, так и на междугородных линиях. Это единственный вид транспорта, работающий на бо́льшей части страны по субботам и в праздничные дни (за исключением поста Йом Киппур). За обслуживание в ночное время (с 21:00 до 5:30), а также в субботу и праздники, взимается надбавка в 25 %. Все внутригородские такси оборудованы счётчиками, которые должны быть обязательно включёнными в момент посадки пассажира. Междугородные тарифы устанавливаются согласно специальному прейскуранту, который должен быть предоставлен пассажиру по первому требованию, причём пассажир в начале поездки имеет право выбрать оплату по прейскуранту или по счётчику.
В израильских такси не принято давать чаевые, однако считается хорошим тоном округлять сумму платежа вверх до целого числа шекелей. Кроме того, можно договориться о поездке за фиксированную плату (не по счётчику); обычно такая поездка обходится дешевле, но может обойтись и дороже, чем по счётчику, особенно если пассажир не знает точно, какова стандартная такса за такую поездку. Таксист обязан выдать чек, независимо от того включил он счётчик или нет.
Существуют города с фиксированной оплатой за поездку в такси, независимо от расстояния (внутри города), такие как: Эйлат, Нагария.

### Метро
Метрополитен: единственная линия, которая действует в стране, находится в городе Хайфа. Подземный фуникулёр «Кармелит» (6 станций, протяжённость около 2 км) связывает Нижний город и Кармель.
В настоящее время планируется строительство системы метро в Тель-Авиве.

### Трамвай
Начиная с 19 августа 2011 года, в Иерусалиме действует единственный в стране маршрут трамвая протяжённостью 13,8 км. На данный момент существует одна линия, проходящая через загружённые районы. В данный момент идет строительство системы метротрама в Тель-Авиве, планируется строительство системы «трамвай-поезд» в Хайфе.

### Авиаперевозки
Международные пассажироперевозки осуществляются преимущественно через Аэропорт имени Давида Бен-Гуриона в Лоде, а также через аэропорт Эйлата. Небольшая часть международных рейсов производится через аэропорт Хайфы. Два небольших аэропорта близ Тель-Авива Сде-Дов и Иерусалима обслуживали внутренние рейсы (иерусалимский аэропорт с 2000 года не используется). Популярным внутренним рейсом является рейс Тель-Авив — Эйлат, поскольку поезда не ходят по этому маршруту, а автобус едет 4—5 часов. Этот рейс выполняют преимущественно компании Israir и Arkia.
Внешние и внутренние рейсы выполняются компаниями El Al, Arkia, Israir и другими.

## Морской транспорт
Главные морские порты Израиля — Хайфа, Ашдод, Эйлат, Ашкелон.
6 сентября 2007 года в Хайфе впервые в истории Израиля в первый частный порт прибыло судно из Бразилии, груженное сахаром. Порт принадлежит компании «Израильские судоверфи» («Миспено́т Исраэ́ль»), которой после долгих и трудных переговоров наконец удалось сломить сопротивление портовых профсоюзов и подписать договор с Израильским управлением портов. Согласно ему, порт будет иметь право разгружать и хранить на своей территории до 200 000 тонн грузов в год. По заявлению одного из владельцев компании, Шломо Фогеля, порт будет обслуживать транспортные артерии, связывающие Европу и Средиземноморский бассейн с Персидским заливом и Дальним Востоком. Судостроительная компания «Миспенот Исраэль» была создана в Хайфе в 1959 году для строительства и ремонта судов, а также проведения работ по бурению скважин на морском шельфе. В 1995 году компания, долги которой составляли 200 миллионов долларов, была приватизирована и перешла к семьям Кацав, Шмельцер и Фогель.

## Оплата проезда
Оплачивать проезд можно как покупая билет только на один вид транспорта, так и по единым проездным билетам, действительным на всех видах общественного транспорта по всей стране. Электронные проездные билеты «рав-кав» стали единым средством оплаты всех видов общественного транспорта (кроме такси, обычных и маршрутных).
Покупая билет в два конца или один билет на двоих, можно сэкономить 15 % цены.
С 2020 года существует первый в Израиле метод оплаты проезда с отложенной оплатой. Можно использовать специальные мобильные приложения, что позволяет пользоваться общественным транспортом, не внося деньги заранее или на месте. Особенность подобной оплаты проезда в том, что если ехать сначала на междугороднем виде транспорта, потом на городском той же компании, вы не платите дополнительно за проезд на городском транспорте; цена в целом равна проезду только на междугороднем транспорте. Также, если едете на городском транспорте, потом на поезде Железных дорог Израиля, затем снова на городском транспорте той же компании, но в другом городе; тогда вы платите за первый городской транспорт, за Железные дороги Израиля, но не за второй городской транспорт.
Как и для карточек «Рав-Кав», для приложения существует безлимитный полуторачасовой на весь городской транспорт, независимо от компании.

## Статистические данные
В 2014 году количество транспортных средств на дорогах Израиля достигло 2,96 миллиона (2,45 млн легковых автомобилей, 328 тысяч грузовиков и 124 тысячи мотоциклов, а остальное — специальные транспортные средства). Из них 2,45 млн являются частной собственностью. На каждую тысячу израильтян приходится 358 транспортных средств (в 2013 году было 350).
Учитывая, что протяжённость автомобильных дорог всего 17 686 км, то по количеству автомобилей на 1 километр дороги — 167, Израиль занимает одно из первых мест в мире.
В 2014 году на дороги вышли около 312 тысяч новых транспортных средств, при этом около 197 тысяч были выведены из использования. Прирост составил 115 тысяч, то есть 4 % по сравнению с 2013 годом.
14,4 % автомобилей в стране имеют дизельные двигатели, из них примерно 3,5 % находятся в частном владении. Около 16 000 автомобилей работают на газовых двигателях, из них 12 700 — частные (для сравнения — в 2013 году их было 14 000 и 11 000 соответственно).
32,1 % транспортных средств произведены в Японии. Наиболее популярны марки Mazda, Subaru, Mitsubishi, Toyota, Suzuki и Honda. 13,4 % — в Южной Корее (Hyundai, Daewoo, Kia и Chevrolet), 7,5 % — в Германии.
Примерно 40 % (1,93 млн) автомобилей в Израиле — новые, то есть не старше 4 лет. 32 % (939 тысяч) находятся в эксплуатации 5-9 лет, 28 % (834 тысячи) автомобилей — старше 10 лет.